# 42 (Doctor Who)
42 es el séptimo episodio de la tercera temporada moderna de la serie británica de ciencia ficción Doctor Who, emitido originalmente el 19 de mayo de 2007.

## Argumento
El Décimo Doctor y Martha Jones reciben una llamada de socorro del S.S. Pentallian, una nave espacial humana que se dirige sin control contra una estrella del sistema Torajii. El Doctor lleva la TARDIS allí para ayudar, pero tras llegar se ven aislados de la TARDIS por las altas temperaturas de la nave que sellan la cámara poco después de salir. Los motores de la nave han fallado, y sólo tienen 42 minutos antes de que la nave se estrelle contra la estrella. Necesitan llegar al puente de mando, pero les separan 30 puertas selladas, cada una con una contraseña diferente. Martha hace equipo con Riley para ayudarle a abrir las puertas, teniendo que contestar para cada una pregunta de cultura general. El Doctor ayuda al equipo de mantenimiento a intentar reparar los motores. Martha utiliza su teléfono recién manipulado para llamar a su madre en el presente para que le ayude con una de las preguntas. Cuando Francine empieza a preguntarle sobre el Doctor, Martha le ignora.
Uno de los miembros de la tripulación, Korwin, el marido de la capitana McDonell, ha sido infectado con algo que está provocando que su temperatura corporal aumente a niveles imposibles. Intentan sedarle cuando continúan con las reparaciones, pero el sedante no funciona, y Korwin escapa. Se pone un casco protector y comienza a matar a miembros de la tripulación con su mirada que dispara fuego. También infecta a otro tripulante llamado a Ashton. Mientras Martha y Riley continúan abriendo puertas, se encuentran con Ashton y se refugian en un módulo de escape. Ashton lanza el módulo, que se dirige hacia la estrella con Martha y Riley dentro. El Doctor descubre la situación de Martha, y se pone un traje espacial para salir al exterior de la nave y activar un atractor magnético que traiga de vuelta a la nave el módulo. El Doctor al hacerlo mira directamente a la estrella, y descubre que al hacerlo, él mismo ha sido infectado. Descubre que la estrella es un ser vivo, y McDonnell admite que han extraído materia de la estrella para usarla de combustible, a sabiendas de que es ilegal hacerlo, y ahora la estrella está intentando recuperar las partes que le han quitado. Martha pone al Doctor en una cámara de hibernación para que no se regenere, pero Korwin aparece y la desactiva. El Doctor insiste a Martha que le deje y avisa a la tripulación de que deben soltar el combustible para poder escapar. Martha le transmite este mensaje a la tripulación. McDonnell se encuentra con Korwin y pide perdón a todos antes de lanzarse a sí misma y a él fuera de la nave. La nave suelta el combustible y los motores vuelven a funcionar, permitiéndoles alejarse de la estrella. Mientras se alejan, la presencia dentro del cuerpo del Doctor, que ya no podía controlarse, desaparece.
El Doctor, Martha y el resto de la tripulación se despiden mientras la tripulación pide una recarga de combustible para proseguir viaje. Dentro de la TARDIS, el Doctor le entrega a Martha una de las llaves de la nave. Martha entonces hace otra llamada a su madre, y le dice que es el día de las elecciones en el Reino Unido. Tras la llamada, una mujer que tenía pinchado el teléfono de Francine se lo quita y se marcha.

## Producción
Varios elementos del episodio son reutilizados de episodios anteriores. Según el diseñador asociado de producción James North, la cámara de hibernación viene del modelo que usaron para el escáner de Smith y Jones. Del mismo modo, el traje espacial que lleva el Doctor ya se lo había puesto anteriormente en El planeta imposible y El foso de Satán, aunque con una mano de pintura, según el productor Phil Collinson en los audiocomentarios en línea del episodio.
Antes de que le metan en la cámara de hibernación, el Doctor agonizante comienza a explicarle a Martha que algo le ocurrirá si está a punto de morir. Esto es una referencia al proceso de regeneración de los Señores del Tiempo. En la edición acompañante de Doctor Who Confidential, Tennant se preguntó si el proceso hubiera servido para algo, ya que aunque hubiera cambiado, aún podría estar poseído.
Doctor Who Magazine dijo hablando del episodio que el título 42 se escogió por el hecho de que la historia se desarrolla prácticamente en tiempo real. El productor Phil Collinson añadió que el título era una referencia a la serie estadounidense 24, que también se narraba en tiempo real. El autor Chibnall hizo saber que el título también es referencia al libro Guía del autoestopista galáctico, trabajo de Douglas Adams, que es la respuesta a la Gran Pregunta, diciendo que es "un título con el que se puede jugar". Chibnall también comparó el episodio con El foso de Satán, al menos en el punto de vista visual.

## Emisión y recepción
Aunque originalmente se planeó su emisión el 12 de mayo de 2007, la BBC lo postpuso una semana para cubrir la final del Festival de Eurovisión 2007. Se decidió que "empezar el episodio más temprano (...) no era una buena idea", y así se cambió el horario a la semana siguiente, lo que también movió una semana todos los episodios siguientes de la temporada.
Según las mediciones de audiencia de la BARB, este episodio fue visto por 7,41 millones de espectadores, y fue el tercer programa más visto (sin contar soap operas) en la televisión británica esa semana.